# 伯多祿·帕羅林
伯多祿·帕羅林（義大利語：Pietro Parolin；1955年1月17日—）是意大利籍天主教會樞機，2013年10月15日起擔任聖座國務樞機卿。教宗方济各於2014年2月22日將他擢升为枢机。

## 荣誉

### 外国勋章奖章
- 二等功绩勋章（乌克兰，2023年12月28日公布[3]）

## 牧徽

伯多祿·帕罗林枢机牧徽